# Il Santo (film)
Il Santo (The Saint) è un film del 1997 diretto da Phillip Noyce, e basato sul personaggio di Simon Templar, nato dalla penna di Leslie Charteris nel 1928.

## Trama
Simon Templar è un inafferrabile ladro trasformista con la particolare abitudine di usare come identità fittizie nomi di santi cattolici. Questa consuetudine è dovuta al fatto che Templar è cresciuto in un orfanotrofio cattolico: egli stesso è stato battezzato con il nome di un santo, John Rossi, ma si è sempre riferito a se stesso con il nome di “Simon Templar” in onore di Simone Mago e dei cavalieri templari.
A Mosca, Templar ruba un prezioso microchip dalla sede centrale della Tretiak Oil Company, approfittando di un comizio politico tenuto dal suo presidente, il miliardario Ivan Tretiak. Durante l'operazione, Templar viene sorpreso dal figlio di Tretiak, Ilya, ma riesce a dileguarsi ricorrendo ai propri travestimenti. Successivamente, Templar viene contattato proprio da Tretiak, che lo assume per rubare la formula della fusione fredda, scoperta a Oxford dalla scienziata americana Emma Russell.
Usando come falsa identità il nome di Tommaso Moro, Templar si finge un artista giramondo e riesce facilmente a conquistare la fiducia e il cuore dell'ingenua e romantica Emma. Lo stesso Templar, però, finisce per scoprirsi attratto dalla scienziata e vorrebbe rinunciare alla missione; alla fine, tuttavia, si vede comunque costretto a rubare la formula per non mettere in pericolo la vita di Emma e la consegna a Tretiak. Questi, intenzionato a vendicarsi di Templar per il furto del microchip, subito dopo aver ricevuto la formula manda a Oxford una squadra di sicari, capeggiati da Ilya, per sistemare Templar, ma il ladro riesce ancora una volta a cavarsela.
Templar si reca a Mosca per costringere Tretiak a saldare l'onorario per il furto della formula; compiuta anche questa missione, si appresta a lasciare la Russia usando come nome quello del santo Vincenzo Ferreri, ma viene raggiunto da Emma, che ha capito il segreto delle finte identità di Templar ed è riuscita a rintracciarlo. Emma lo fa arrestare dalla polizia moscovita, senza sapere che questa è al soldo di Tretiak e che il miliardario ha bisogno di lei per rendere operativa la formula; i poliziotti, dunque, catturano sia Templar che Emma, ma i due riescono a fuggire grazie all'astuzia del ladro. Tretiak sguinzaglia il figlio Ilya e i propri sicari sulle tracce di Templar ed Emma; i due vengono dapprima aiutati da una giovane prostituta, dopodiché si imbattono nella ricettatrice Aleksa “Frankie” Frankeyevich, che li aiuta a raggiungere l'ambasciata americana. Emma riesce a mettersi in salvo, mentre Templar è costretto a fuggire per non essere catturato dalle autorità.
L'intera città di Mosca, nel frattempo, si trova a dover fare i conti con una misteriosa carenza di combustibile per gli impianti di riscaldamento che sta mettendo in ginocchio la popolazione. Templar, infiltratosi negli uffici di Tretiak, scopre che il responsabile del disastro è proprio lui: Tretiak ha organizzato un colpo di Stato con la complicità delle alte sfere dell'esercito con l'obiettivo di sfruttare il malcontento della popolazione e la formula della fusione fredda per scalzare l'attuale presidente, il pacifico e riformista Karpov, e prendere egli stesso il potere. Tretiak viene però informato dal fisico Lev Botkin che la formula è inconcludente; decide allora di venderla a Karpov, così da sfruttarne il fallimento per distruggere la reputazione del presidente. Templar, allora, mette a punto una contromossa.
Emma riesce a completare la formula e Templar la consegna a Botkin, che accetta di collaborare perché contrario ai piani di Tretiak. Successivamente, Templar, con l'aiuto di Frankie che gli fa avere la planimetria del Cremlino, si reca da Karpov e lo avverte del complotto di Tretiak, per poi essere arrestato dagli uomini del magnate assieme al presidente russo. Nella Piazza Rossa, Tretiak, di fronte all'intera popolazione moscovita, muove una pubblica accusa contro Karpov, accusandolo di aver dato fondo alle finanze del Paese per investire sul fallimentare progetto della fusione fredda e, come prova, avvia l'apparato realizzato da Botkin; la macchina, però, funziona perfettamente e l'intera piazza acclama Karpov. L'imbroglio di Tretiak viene così smascherato e il magnate viene arrestato assieme a Ilya e agli altri cospiratori.
Qualche tempo dopo, Emma presenta ai colleghi dell'Università di Oxford la propria formula, oramai pienamente operativa. Templar, sotto mentite spoglie, assiste alla conferenza, per poi defilarsi appena in tempo per evitare di essere catturato da Scotland Yard. Mentre lascia Oxford, Templar ascolta un giornale radio che annuncia che il patrimonio di Tretiak è stato donato alla Croce Rossa, all'Esercito della Salvezza e al Fondo delle Nazioni Unite per l'infanzia; è implicito che l'artefice sia lo stesso Templar, il quale aveva accesso ai conti bancari di Tretiak. Infine, viene annunciato che, a seguito di una donazione da parte di un benefattore anonimo (ovvero Templar) verrà istituita una fondazione senza scopo di lucro per portare avanti gli studi sulla tecnologia della fusione fredda e che essa sarà guidata dal dottor Botkin.

## Riconoscimenti
- BMI Film Music Award
  - A Graeme Revell